# Сідничний нерв
Сідничний нерв (лат. nervus ischiadicus) — нерв крижового сплетіння. Мішаний за функцією. Є найтовстішим з нервів людини.
Виходить з таза через підгрушоподібний проміжок великого сідничного отвору переходячи в сідничну ділянку, де віддає гілки до внутрішнього затульного м'яза, близнюкових м'язів і квадратного м'яза стегна. Проходячи між м'язами задньої групи стегна сідничний нерв іннервує їх. Не доходячи до підколінної ямки нерв ділиться на загальний малогомілковий нерв (тонший) та великогомілковий нерв (товщий).